# Xysticus xizangensis
Xysticus xizangensis là một loài nhện trong họ Thomisidae.
Loài này thuộc chi Xysticus. Xysticus xizangensis được Guo Tang & Da-xiang Song miêu tả năm 1988.